# Open Road Integrated Media
Open Road Integrated Media o ORIM (estilitzat com a OR/M i dita igualment Open Road) és una empresa de mitjans digitals amb seu a Nova York (Estats Units). Fou fundada el 2009 per Jane Friedman i Jeffrey Sharp i se centra en la publicació de versions electròniques d'obres antigues de literatura i no-ficció. A més a més, és l'empresa matriu de l'editorial de llibres Open Road Media i de les marques de contingut Early Bird Books, The Lineup, The Archive, Murder & Mayhem, A Love So True i The Portalist.